# 오토 클렘퍼러

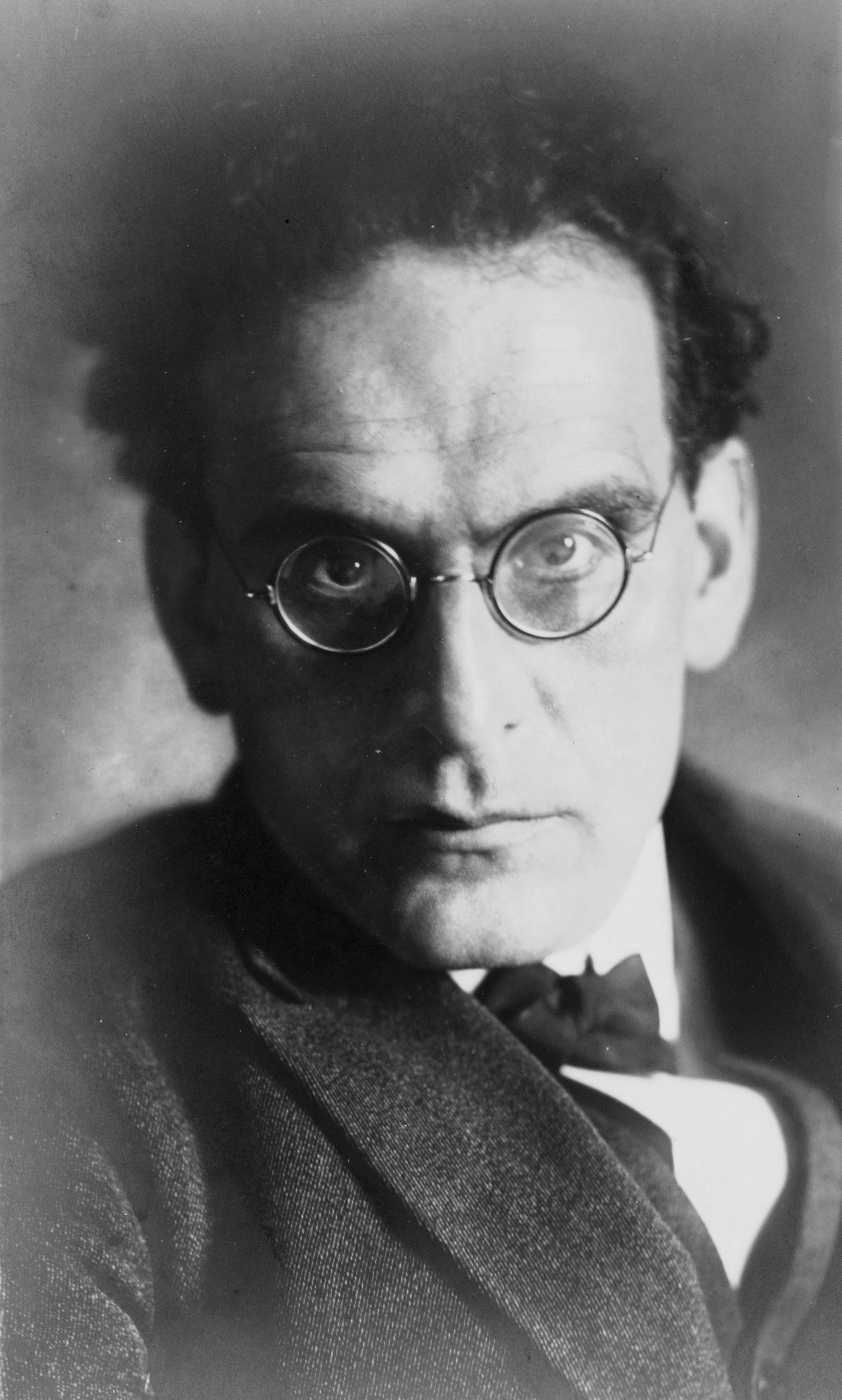
오토 클렘퍼러

오토 클렘퍼러(독일어: Otto Klemperer 오토 클렘페러[*], 1885년 5월 14일 ~ 1973년 7월 6일)는 독일 출신의 지휘자 및 작곡가였다. 20세기 최고의 지휘자 중 하나로 꼽힌다.

## 생애
1885년 폴란드의 브로츠와프에서 출생하고, 프랑크푸르트의 음악원과 베를린의 슈테른 음악원(현재 베를린 예술대학교)에서 공부하였다. 구스타프 말러의 추천을 받아 지휘자가 되고 그 후 독일 각지의 가극장의 지휘자를 역임함으로써 업적을 쌓아올려 명성을 높여갔다. 그러나 나치스정권 시대에는 활동무대를 미국으로 옮기고, 1939년까지 로스앤젤레스 교향악단의 지휘자로 있으면서, 이 오케스트라의 기량을 높였다. 그 후 신병 때문에 한동안 활동치 않았으나, 2차 세계대전 후인 1947년에 부다페스트 가극장의 지휘자로서 3년간 재임한 것을 시작으로 베를린과 런던을 중심으로 활약하였다.

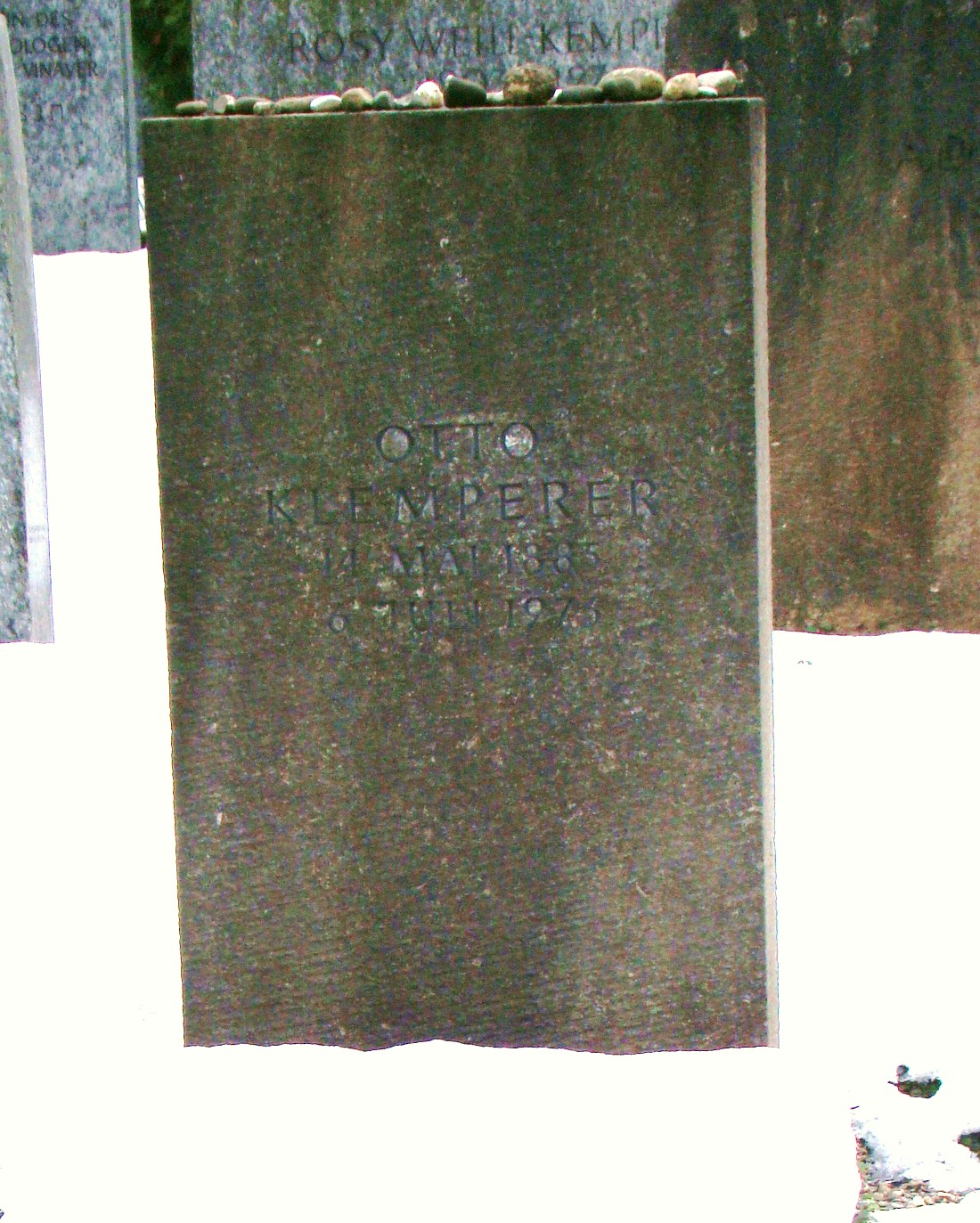
취리히의 Oberer Friesenberg 유대인 묘지에 있는 클렘페러의 무덤.

한때 그는 담배를 물고 잠을 자다가 불이 침대와 집에 번져 심각한 화상을 입기도 했으나 수개월간의 재활치료 끝에 기적적으로 다시 일어나 지휘를 하기 위해 태어난 사람이라는 찬사를 받기도 했다.

## 음악적 평가
클렘페러는 푸르트벵글러가 사라진 뒤의 독일 악단에서 본격적인 독일음악을 매우 중후하게 표현한 지휘자로서 매우 높이 평가되고 있다. 베토벤 이후 후기 낭만파까지가 본령이지만, 그 중에서도 브람스나 브루크너와 같은 작품에서 가장 훌륭하다. 브루노 발터의 유태인적 도취감과 클렘페러의 독일적인 중후한 맛과는 서로 다르다. 현대곡도 어느 한 시기에는 꽤 깊이 파고들었으나, 후기 낭만파 음악의 연주에 정평이 있다.

## 같이 보기
- 빌헬름 푸르트벵글러
- 빌헬름 멩겔베르크
- 브루노 발터
- 헤르베르트 폰 카라얀
- 카를 뵘
- 아르투로 토스카니니
- 카를로 마리아 줄리니

## 참고 문헌
- 이 문서에는 다음커뮤니케이션(현 카카오)에서 GFDL 또는 CC-SA 라이선스로 배포한 글로벌 세계대백과사전의 내용을 기초로 작성된 글이 포함되어 있습니다.